# (132) Etra
(132) Etra és un asteroide que pertany al grup dels asteroides que creuen l'òrbita de Mart descobert el 13 de juny de 1873 per James Craig Watson des de l'observatori Detroit d'Ann Arbor, als Estats Units d'Amèrica. El personatge de la mitologia grega Etra, li dona nom. Situat a una distància mitjana del Sol de 2,607 ua, pot allunyar-se'n fins a 3,625 ua. La seva inclinació orbital és 24,99° i l'excentricitat 0,3902. Li costa 1.538 dies completar una òrbita al voltant del Sol.